# Open Your Eyes (Sam Feldt & Hook N Sling)
Open Your Eyes is een nummer uit 2017 van de Nederlande dj Sam Feldt en de Australische dj Hook N Sling.
Het nummer haalde in Nederland de 16e positie in de Tipparade. Ook voor de Vlaamse Ultratop 50 werd het nummer slechts een tip.